# Austin Twenty
L'Austin 20 est une grande voiture qui a été introduite par Austin après la fin de la Première Guerre mondiale , en avril 1919 et dont la production a été poursuivie jusqu'en 1930. Après l'introduction de l' Austin 20/6 en 1927, le premier modèle fut appelé la Austin 20/4.
Avant 1919, les Austin étaient de coûteuses voitures de prestige. Dans les années 1920, il y avait des personnes pensant que le quatre-cylindres de la Twenty étaient comparable sinon supérieur à l'équivalent de la Rolls-Royce 20 HP. Si la carrosserie avait été assez légère, la Twenty aurait également pu courser une trois litres Bentley. La version finale de l'entre-deux-guerres fut l'énorme, très élégante, puissante et rapide Twenty / Eight de 1939 à soupapes latérales. La (25) Sheerline à soupapes en tête et sa compagne la Princess étaient prévues pour continuer la gamme après la Seconde Guerre mondiale; cependant, dès les années 1930, Austin perdit de son cachet aristocratique, devenue bien connue pour ses Twelve et Seven.
La trompeusement puissante quatre cylindres Twenty trouva la gloire à Brooklands à la fois dans le secteur privé et avec les pilotes d'usine Lou Kings et Arthur Waite (le gendre australiens d'Herbert Austin et son directeur de courses).

## Une politique du modèle unique
Avant la Première Guerre mondiale Austin produisait une gamme de voitures de luxe, y compris un 3,6 litres de 20 hp mais, influencé par la philosophie de fabrication de Henry Ford, Herbert Austin estima que l'avenir était à la production de masse d'un modèle unique et choisit cette taille. L'usine de Longbridge a été considérablement agrandie pour la production pendant la guerre, et c'est là que la société trouva une base pour mettre la théorie en pratique avec la capacité de fabriquer 150 voitures par semaine.

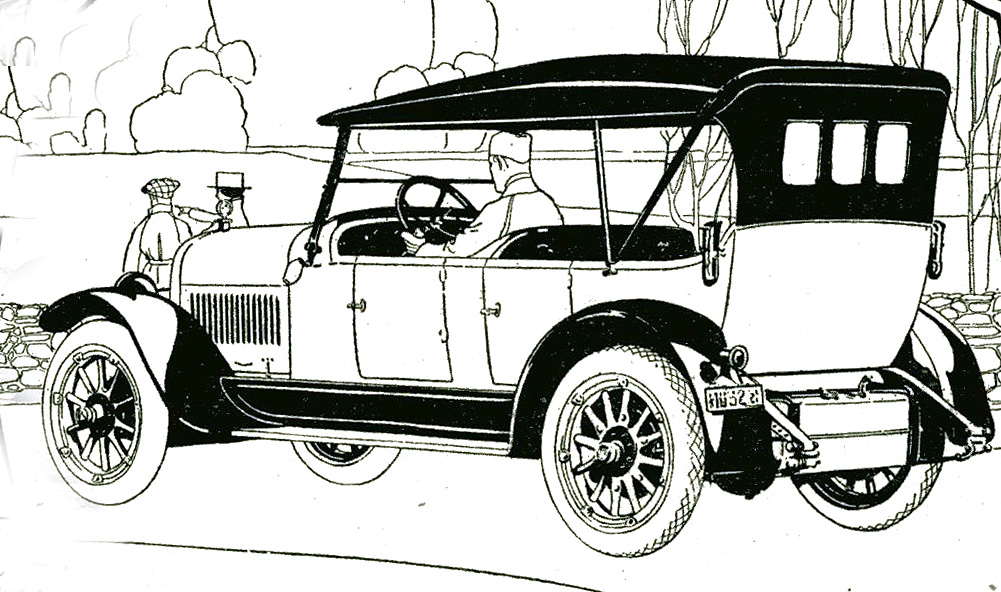
Hudson Super Six
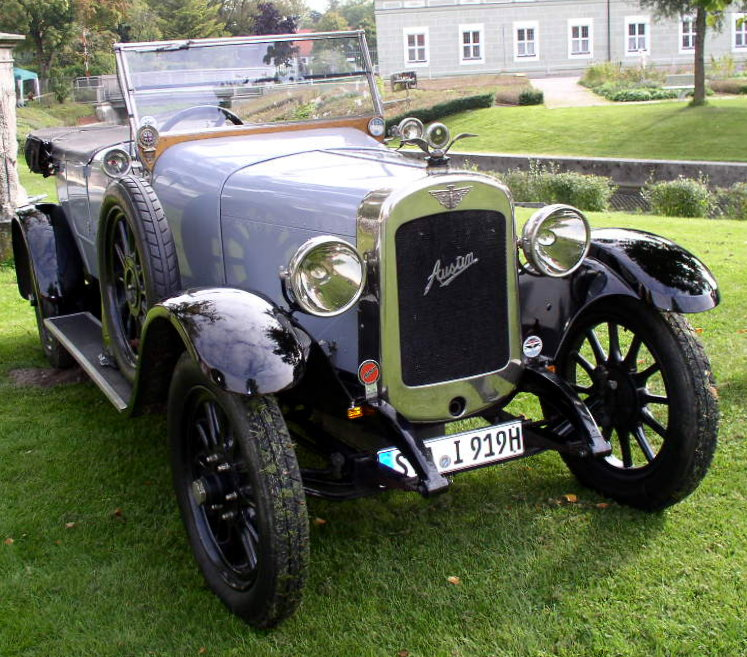
1919 Twenty tourer
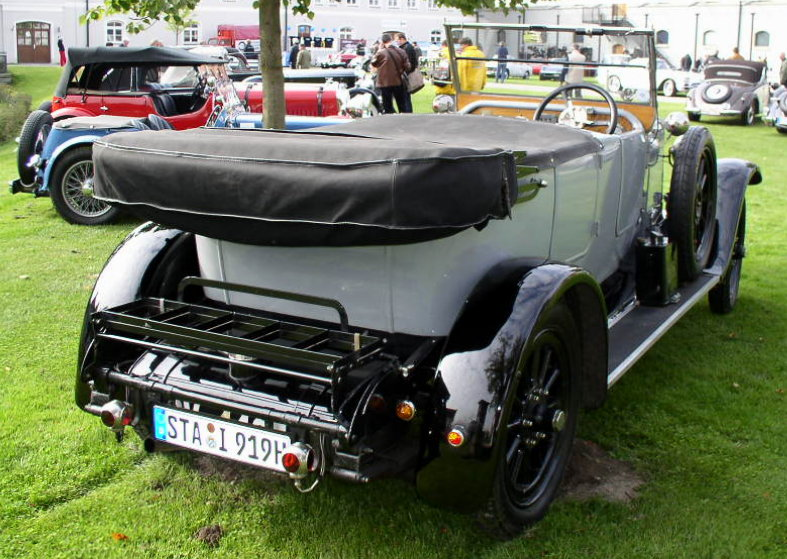
considéré par "The Times" comme plutôt laid

Pendant la guerre, Austin posséda une Hudson Super Six Américaine qu'il admirait clairement. Son agencement général formait une base pour la conception d'un nouveau modèle de voiture. La voiture s'est cependant avérée trop grande pour le marché intérieur et seulement environ 3 000 Twenty avaient été vendues en juillet 1920.

### Production d'un véhicule de masse, le premier exemple britannique
Peut-être dans l'espoir d'aider, le journal "The Times" a publié un long article au début du mois de juin 1920 dans lequel ils professaient leur admiration pour l'entreprise Austin de lancer sur le marché britannique "une voiture faite selon des principes américains". Le résultat, dirent-ils, "est bon, mais pas de la classe de la vieille 20 hp. Il aurait été plus sage d'avoir donné à la nouvelle voiture un nouveau nom. L'ensemble de la finition est de mauvaise qualité. Le moteur vibre dès qu'on dépasse une vitesse modérée, et parfois même à basse vitesse. Il est difficile d'accéder à la puissance de l'engin et l'ensemble de la voiture est difficile à associer avec les 10 ch et 15 ch, la célèbre 18 hp et de la 20 hp, qui se sont tellement bien comportées dans les Essais Alpins de 1914".
"Cependant il est vrai que la voiture est une excellente grimpeuse, fonctionne très tranquillement, accélère rapidement et possède une très bonne direction. Le changement de vitesse (malheureusement) central est bon, mais un peu rudimentaire. Les freins actionnés par le levier de côté sont excellents, mais la transmission de freins actionnés par la pédale a été décrite comme "indifférente". "La voiture tient bien la route à toutes les vitesses et la suspension est bonne. La carrosserie est assez confortable, mais le corps ouvert est plutôt laid".
Le résumé du correspondant automobile suggère que "s'il s'était donné du mal pour atténuer les vibrations du moteur, et même à un prix légèrement plus élevé permettant d'avoir une meilleure finition, Austin aurait rendu service au pays et à ses actionnaires".

### La mise sous séquestre d'Austin
La politique du modèle unique a été rapidement abandonnée à la mi-1921 quand l'entreprise Austin fut placée en liquidation judiciaire. Six mois plus tard, en novembre 1921, Austin a lancé son Austin Twelve, à bien des égards un modèle réduit de la Twenty.

## Moteur quatre cylindres
Le moteur de 95 mm d'alésage et de 127 mm de course avait un bloc-cylindres en fonte avec culasse détachable, monté sur le dessus d'un carter moteur en aluminium. Il développait 45 ch à 2 000 tr/min. Nouveauté par rapport à l'avant-guerre, le moteur a été directement boulonné à la boite quatre vitesse à changement central transmettant la puissance aux roues arrière par le biais d'un arbre.

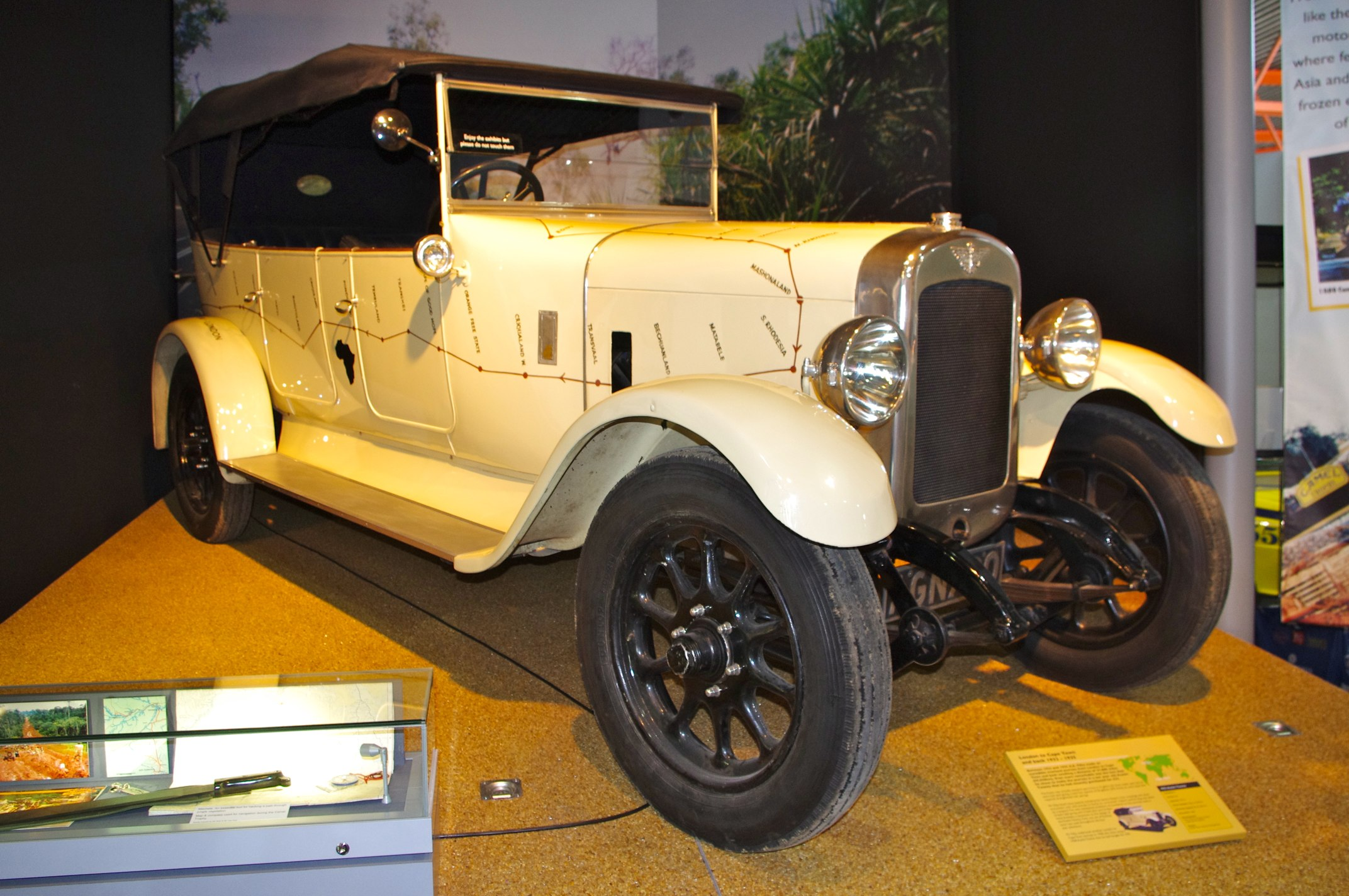
La voiture pilotée par A E Filby de Londres à Cape Town et retour en 1932 et 1935

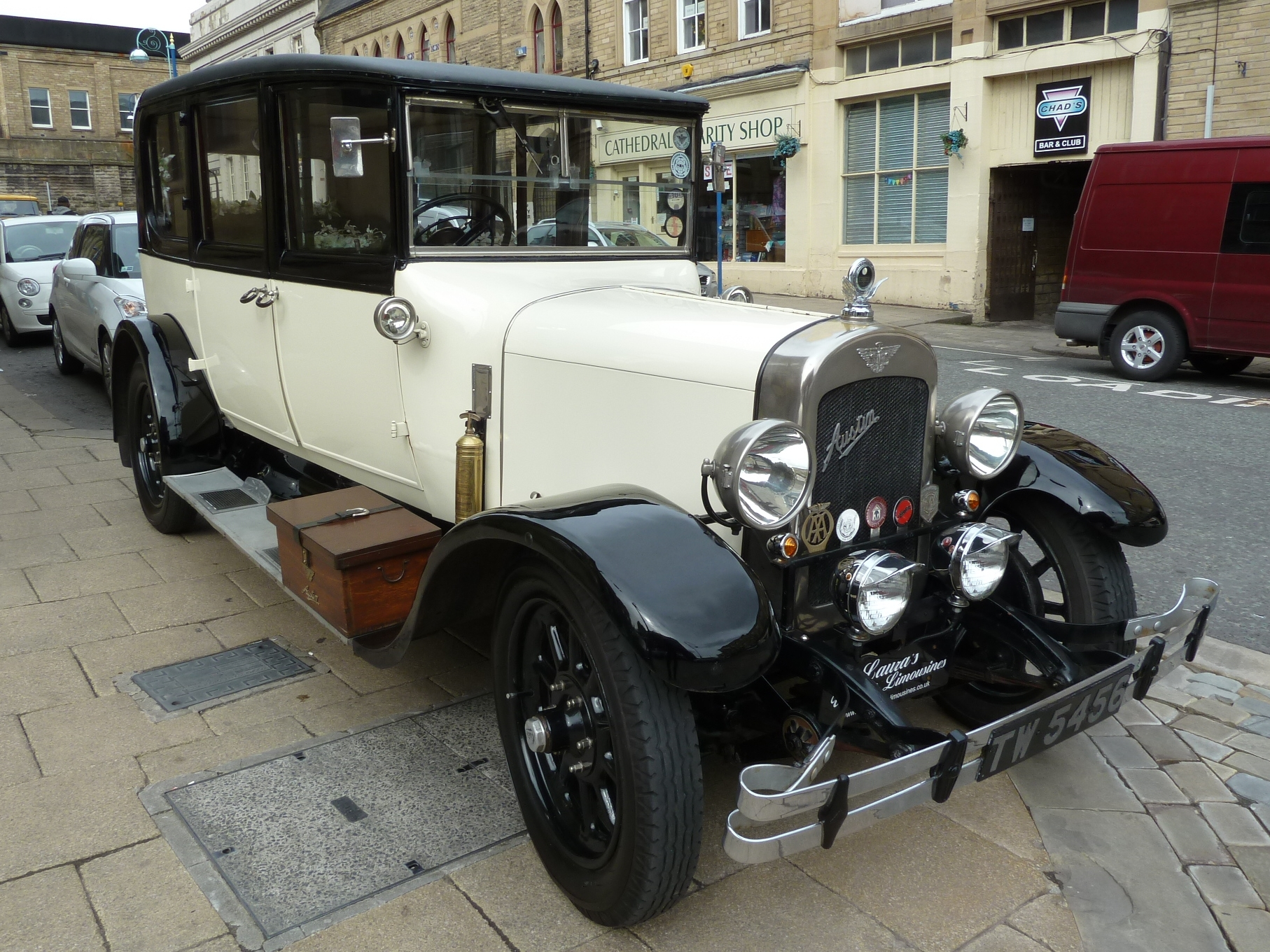
Limousine Mayfair de 3.6 litres de 1926
avec pare-chocs proposés en accessoires.

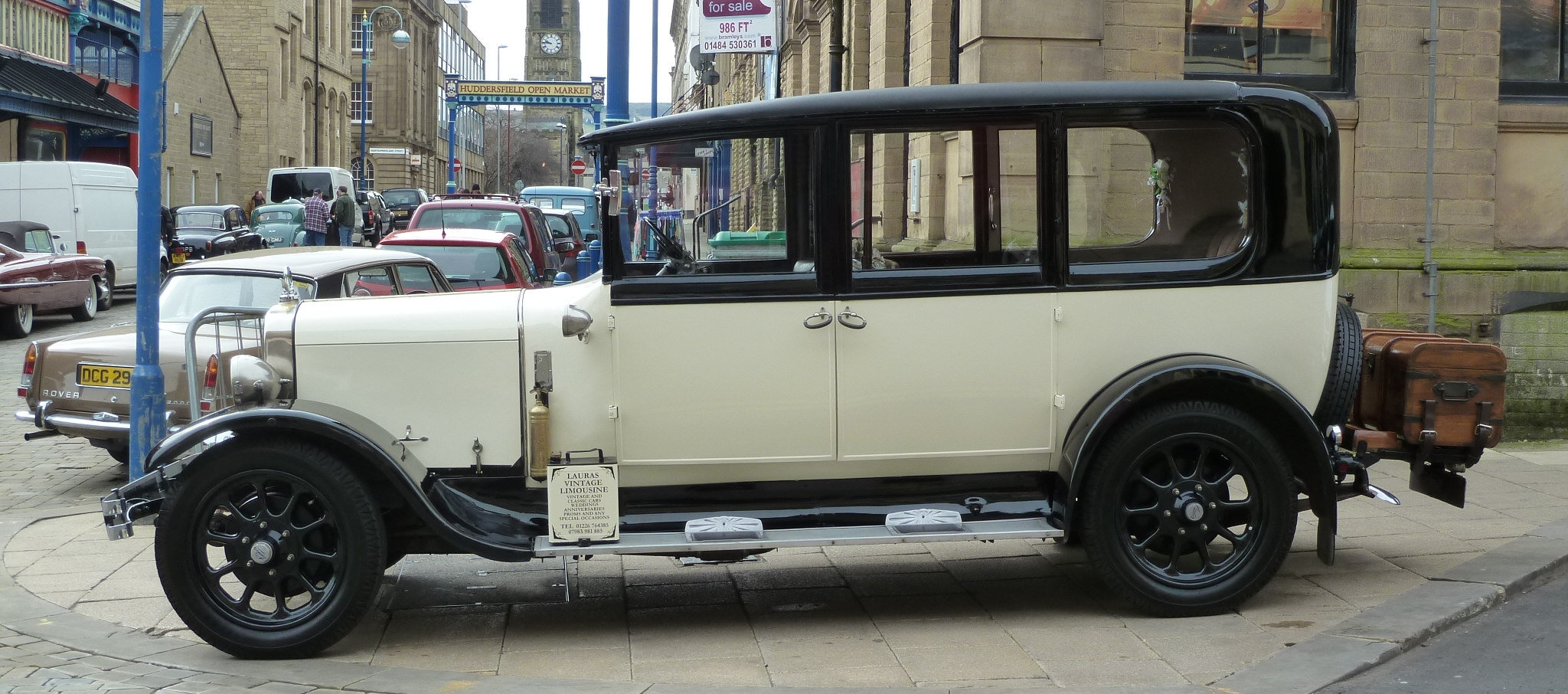
Limousine Mayfair de 3.6 litres 1926

### Châssis
Le châssis, basé sur celui de l'Hudson, était classique, avec des ressorts à lames semi-elliptique sur toutes les roues et les essieux rigides à l'avant et à l'arrière. Les roues sont du type "artillerie" en bois. D'abord des freins sur les roues arrière uniquement, mais également sur les roues avant à partir de 1925, qui deviennent alors des roues à rayons métalliques.

### Carrosseries
Lors de son introduction en 1919 trois types de carrosserie ont été présentés; un tourer, le coupé et la landaulette. Ils ont été rejoints en 1921 par le coupé Ranelagh à toit fixe et deux portes. En 1922 sont proposées la limousine Grosvenor et la landaulette, un coupé Ranelagh à quatre portes et toit fixe et le coupé Westminster décapotable ont été ajoutés.
Une variante de sport atteignant les 120 km/h a été ajoutée en 1921 avec un moteur modifié offrant plus de compression et des roues à rayons, mais elles étaient très chères et seules 23 ont été vendues.
En parallèle aux voitures, une gamme de véhicules commerciaux a également été construite sur base du châssis.
À la fin d'octobre 1921, Austin fut en mesure d'annoncer qu'on comptait 6 566 Austin Twenty sur la route, que jusqu'à présent 2 246 avaient été livrées au cours de l'année 1921 et que les distributeurs et les agents affichaient leur pleine confiance pour la Twenty et la nouvelle Austin Twelve en plaçant d'importantes commandes pour 1922.
Les prix en sortie d'usine étaient: tourer 695 £, coupé 850 £ et landaulet (sic) 875 £. Le landaulet Marlborough , 950 £ .
À compter du 4 avril 1923, en réponse à de rudes conditions de marché, mais attribués à l'amélioration des installations de production et la baisse des coûts des matériaux et de la main-d’œuvre, les prix ont été réduits comme suit:
- Châssis 500 £
- Tourer 5 places 595 £
- Westminster, 2 portes, coupé, 750 £
- Ranelagh 4 portes, coupé, 750 £
- Marlborough Landaulet ou Limousine, 750 £
- Mayfair Berline, Landaulet ou Limousine, 850 £[10]

|  |  |  |

## 20/6 à moteur Six cylindres

### Nouvelle carrosserie en octobre 1926
La voiture qui fut appelée à succéder à la Twenty, la six cylindres 20/6, a été annoncée en octobre 1926 au salon de l'Automobile de Londres avec une production commençant réellement au début de 1928. Jusqu'en 1930 les deux moteurs ont été vendus à côte à côte, mais de 1929 fut la dernière année de pleine production de celle qui est maintenant appelée la 20/4.
Il y a un système électrique 12 volts pour l'éclairage et le démarrage. L'avance à l'allumage se réglait à l'arrière du moteur. À partir de là, sur le côté ont été placés en ligne le générateur, la pompe à eau et le magnéto. Les améliorations annoncées pour le salon de l'Automobile 1929 comprennent : barrettes chromées extérieures, verre Triplex, l'amélioration des ailes (en dôme) "Garde-boue en aile (garde-boue avant) et de nouveaux leviers de contrôle des gaz (sic) et de l'allumage soigneusement placés au-dessus du volant". Pour 1930, les modifications incluent les phares Biflex et les roues à rayons.

#### Châssis
Le moteur, l'embrayage et la boîte de vitesses, qui était contrôlé de façon centralisée, formaient un ensemble se tenant dans le cadre par deux crochets avec une semelle en caoutchouc doublée à l'avant. L'essieu arrière était trois quarts flottant.

#### Direction
La direction est du type à vis sans fin. Sous le volant se trouve un interrupteur de klaxon à anneau.

#### Freins
Derrière la boîte de vitesses, il y avait un frein "locomotive" actionné par un levier à main sur le côté du levier de vitesses. Les patins de frein étaient dans une certaine mesure auto-ajustables mais pouvaient être régulés par deux vis à main. "Ce frein est conçu pour être plus qu'un frein de parking". Les quatre roues avaient des freins actionnés par des tiges à partir de la pédale de frein. Une compensation se faisait afin que l'équilibre soit conservé à l'arrière et à l'avant La commande a été partiellement faite par les tiges puis, enfin, par des câbles. Les tambours de frein ont été fermés et ont des points de sortie pour l'eau ou l'huile. Le mécanisme du freinage avant était simple, il n'y avait qu'un bras qui avait un ancrage au-dessus de l'axe de pivotement et ne tournait pas avec les roues. Les cames étaient au fond des tambours et les broches de direction étaient creusées pour permettre le nécessaire contrôle en expansion.

#### Suspension
Les ressorts avant et arrière étaient semi-elliptiques. À l'arrière, ils ont été placés en-dessous de l'essieu. Les deux ensembles ont des points de lubrification et des amortisseurs. Il n'y avait pas de carrossage de ressorts à l'avant. Il n'y avait pas d'arrêt aux menottes à l'arrière.

#### Prix
- Open Road tourer (randonneuse ouverte) 4 cylindres 425 £
- Open Road tourer (randonneuse ouverte) 6 cylindres 525 £
- Carlton berline 4 cylindres 495 £
- Carlton berline 6 cylindres 595 £
- Marlborough landaulette 4 cylindres 475 £
- Ranelagh, limousine ou landaulette 4 cylindres 575 £
- Ranelagh, limousine ou landaulette 6 cylindres 675 £[10]

#### Essai routier
Les sièges sont confortables. Le compteur de vitesse ne monte que jusqu'à 100 km/h, avec les capacités du moteur. Aucun signe de surchauffe. Embrayage satisfaisant, les rapports inférieurs sont beaucoup plus calmes que sur les précédentes Austin. Freins, suspensions et direction n'étaient pas mauvais du tout, mais pourraient être mieux.

Berlines et Randonneuses
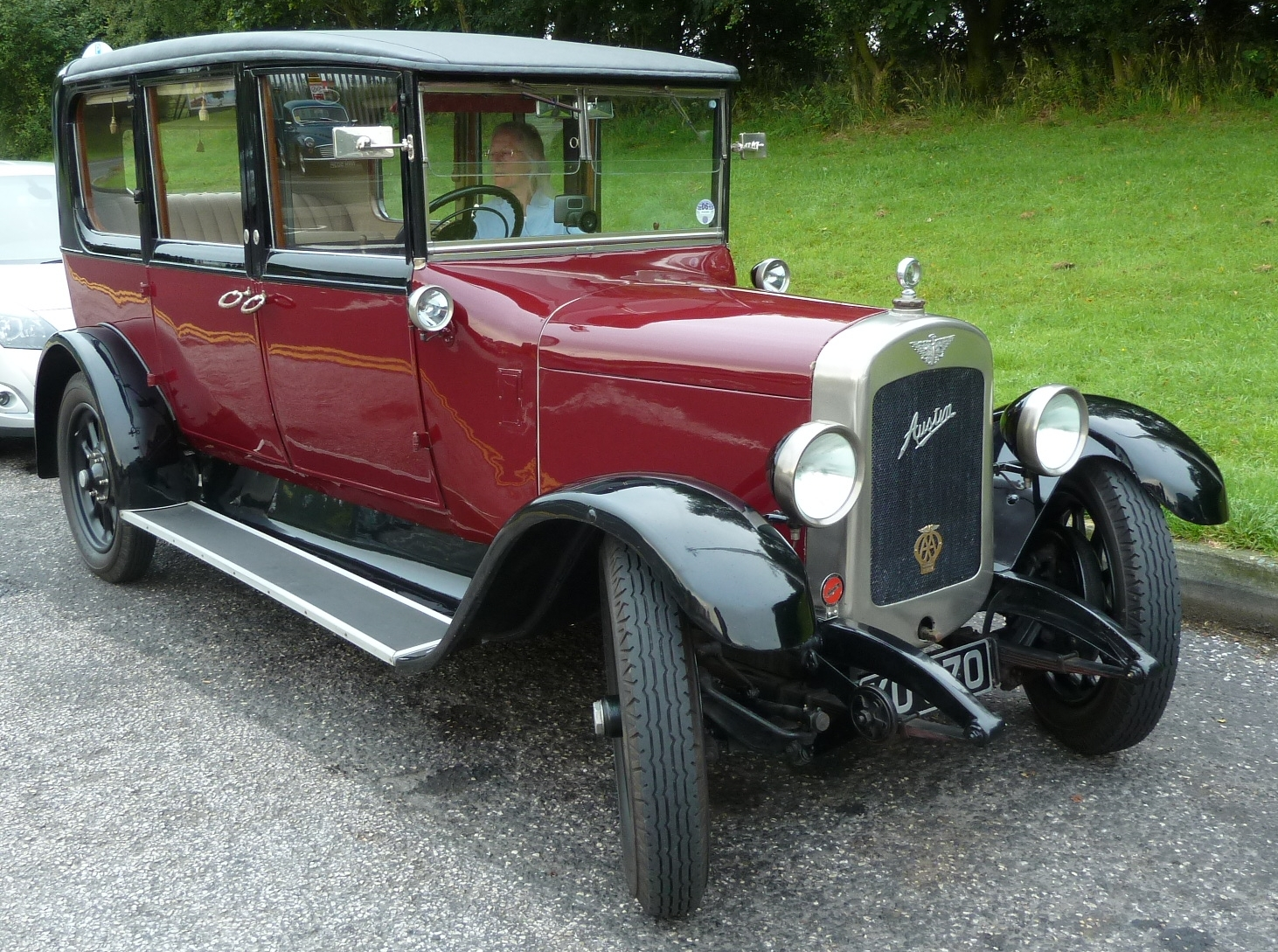
Berline Twenty Four "Mayfair" de 3,6 litres, 1927
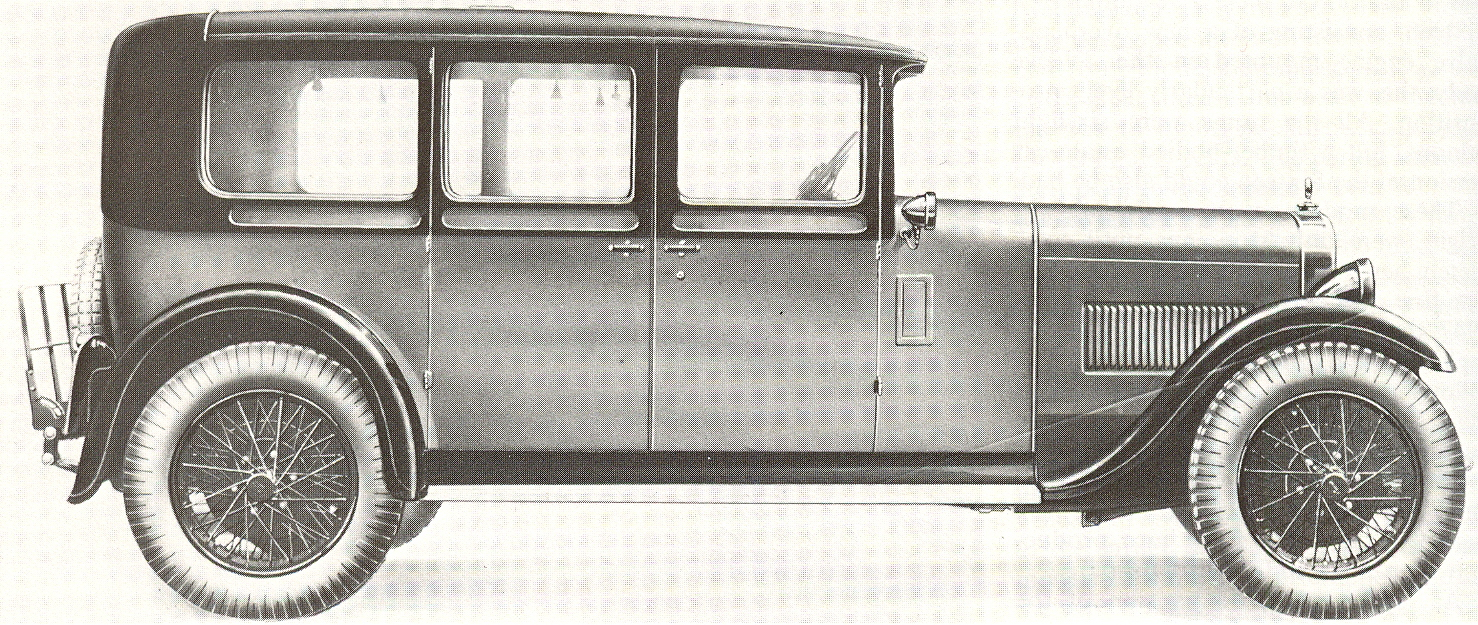
Limousine Twenty six "Ranelagh" de 3,4 litres de 1931
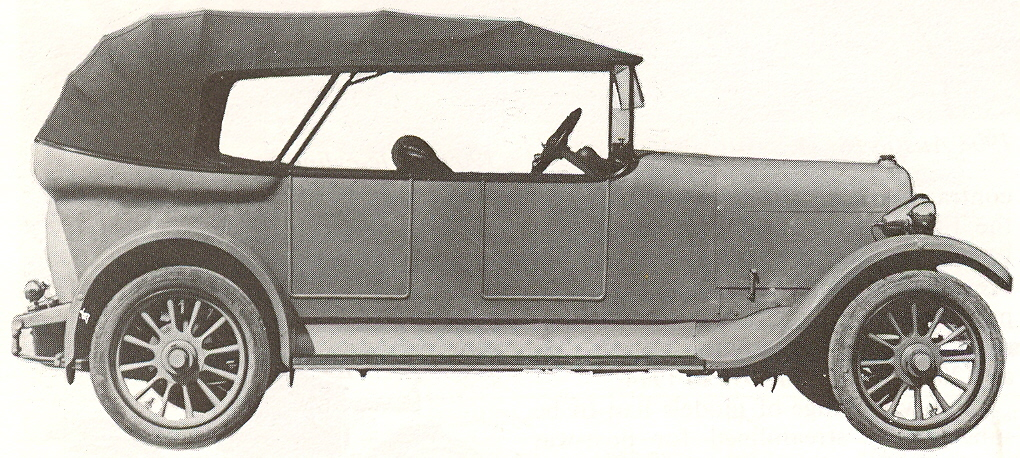
Randonneuse ouverte de 1920 ("toile")

### Nouvelle carrosserie en août 1932
"Une conception de carrosserie qui fait de cette magnifique sept places plus que jamais une voiture de 1 000 £. Son avant rationalisé, son moulage de tour de taille et du logement du réservoir d'essence améliorent ses superbes lignes". La boîte de vitesses est synchronisée sur les rapports supérieurs au milieu de 1933. D'autres améliorations mineures incluent: les indicateurs de direction lumineux de type sémaphore, les déflecteurs latéraux pour les vitres des portes avant, une visière intérieure et un couvercle de roue de secours en métal.
Les Twenty restèrent disponibles en tant que limousine Ranelagh ou landaulette à la fois sur un empattement de 11 pi 4 po. à 595 £, ou comme une berline Whitehall avec un empattement de 3,05 m, à 515 £.

#### Essai routier
Cette limousine à 7 places a quatre bonnes portes et six fenêtres de côté. Le siège avant est fixe, comme l'est malheureusement le pare-brise, mais l'écran est large et donne une bonne vue. La banquette arrière a trois accoudoirs. Les strapontins une fois rangés sur le côté, donnent assez de support pour le dos et l'espace pour les genoux et les pieds est bien arrangé. L'équipement comprend des accessoires comme: deux lumières d'intérieur, cinq stores, un filet à colis, la ventilation dans le toit et des poches sur les portes. Le garnissage à l'arrière est en tissus et l'avant est en cuir. Il y a un grand placard à gauche des instruments. Un téléphone amplifié (pour le conducteur) est fourni. Le levier de vitesse a une position pour la marche arrière et une seconde silencieuse avec synchronisation est fourni. Il y a juste les quatre freins qui sont appliqués par les barres et les câbles par levier à main ou à pédale. La ressorts semi-elliptique sont montés sur des Silentbloc en buissons de manille et de zinc entrelacés et sont amortis par des amortisseurs hydrauliques. Prix 575 £.

### Nouvelle carrosserie août 1934
"Beauté bien coupés dans la tendance moderne". "Conception frontale entièrement nouvelle , incluant un bonnet plus long et une nouvelle forme de radiateur et des lambris à l'arrière". Synchronisation sur toutes les vitesses sauf la première. Indicateurs de direction avec retour automatique. Équipée de pare-chocs à l'avant et à l'arrière. La roue de rechange en fil et ses pneus sont maintenant transportés dans le dessous et la plate-forme du coffre à bagages sur la porte peut être pivoté sur le côté. Le commutateur des phares est contrôlé par un bouton à pied. Le Jackall, vérins hydrauliques sur les quatre roues, est commandé à partir de l'intérieur de la voiture, permettant de remonter les quatre roues à la fois ou les paires avant et arrière. Les freins sont de type Girling,.

#### Essai routier
Le moteur a été grandement amélioré dans son fonctionnement pour sa finesse et son raffinement probablement en raison de la modification de la carburation. La Syncromesh est souvent obstructive pour la deuxième vitesse. Le landaulette fera environ 105 km/h dans top gear. Prix de 650 £, landaulette ou limousine.

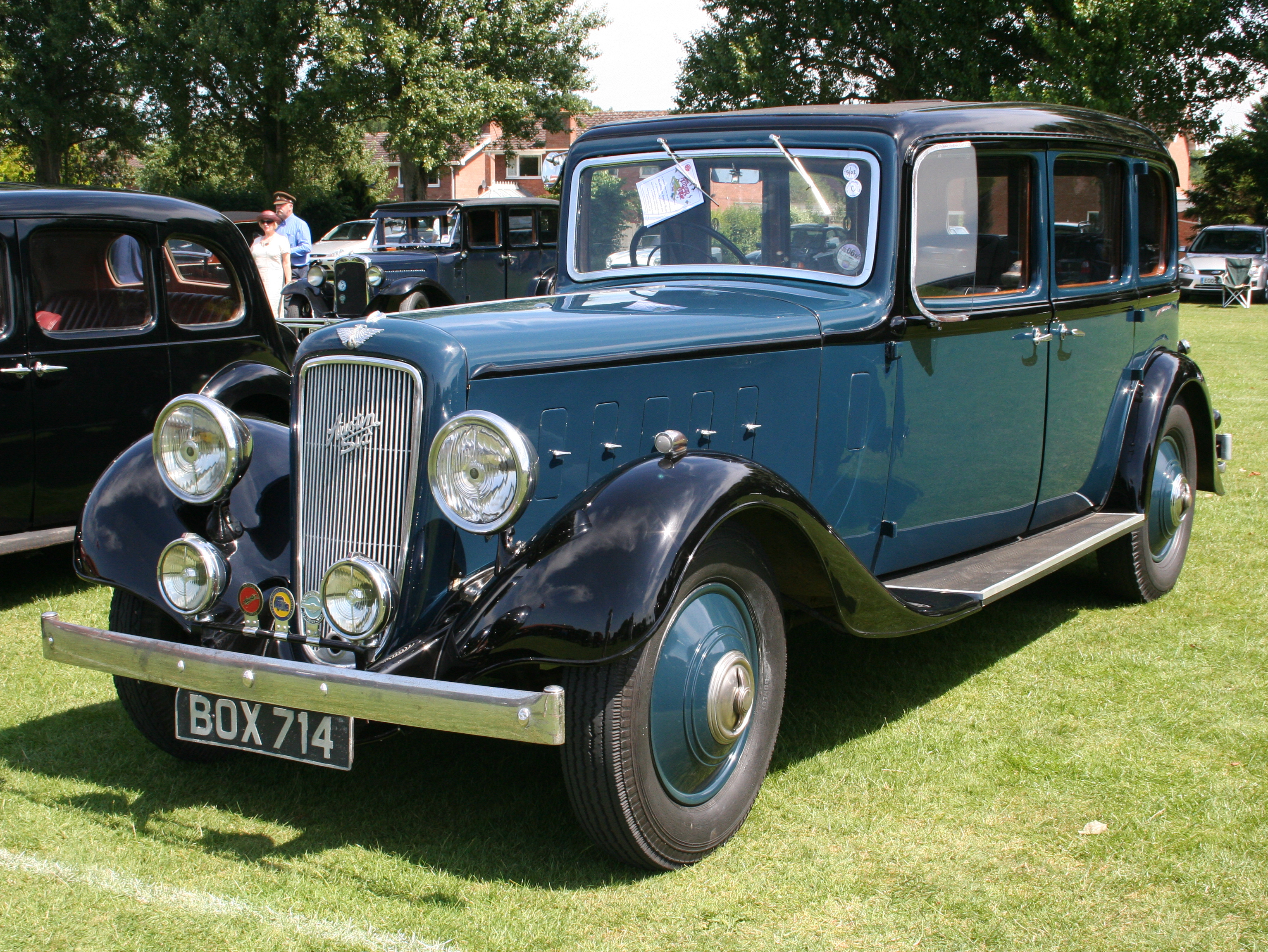
Berline Mayfair 20/6. 1936
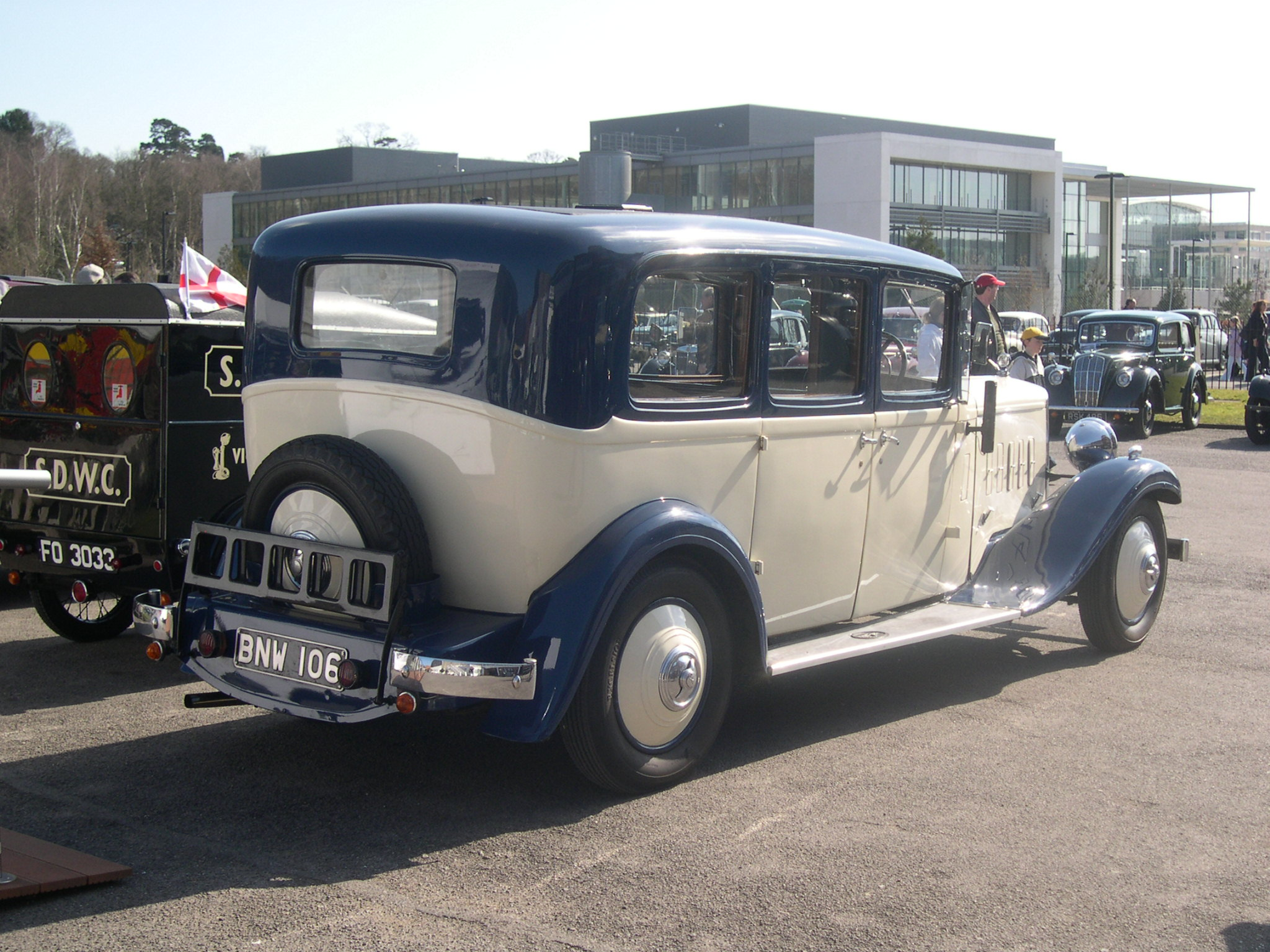
Ranelagh, vue arrière. 1935

Production:
- 1933— 629
- 1934— 491
- 1935— 555
- 1936—
- 1937— 380

### Nouvelle modèle en juillet 1938
La dernière gamme Austin a reçu une nouvelle carrosserie signée Dick Burzi, et a été annoncée douze mois après l'entrée en production de la mise à jour de leurs Sixteen munies du nez plus court de la Eighteen, un moteur 50 % plus puissant et une carrosserie rallongée d'un long nez plat (18 pouces). La nouvelle carrosserie qui ne partageait plus que son apparence générale avec la Eighteen plus petite a été décrite comme remarquable pour son habitabilité et confort luxueux. Une généreuse assise avec un plancher dégagé et une ventilation par glissement de quarts de fenêtres, une isolation phonique pour tous les panneaux en acier et de généreux logements de bagages sont en outre de nouvelles fonctionnalités. L'Équipement comprend un feu de recul. Le prix de la nouvelle Eighteen fut de 700 £,.
D'autres améliorations comprenaient: poignée de freins à main sous le tableau de bord, augmentation de l'hébergement de bagages, amortisseurs hydrauliques à pistons, batterie plus accessible et un remplissage rapide du réservoir à essence.

#### Direction
Le système de direction était fourni par Marles-Weller.

#### Freins
Les freins étaient des Girling.

#### Suspension
Essieux rigides à arrière et à l'avant avec ressorts semi-elliptiques à lubrication positive à faible périodicité avec amortisseurs hydrauliques et vérins.

#### Le nouveau moteur de juillet 1938
Le nouveau moteur 4 litres a été annoncé à un rassemblement d'agents Austin et de distributeurs de Longbridge à la fin de juillet 1938. La conception des culasses en alliage léger ayant eu un tel succès sur l'Austin Fourteen fait qu'ils seront maintenant appliquées à l'ensemble de la gamme. Cela inclut un taux de compression plus élevé, "la hausse de 6 : 1" qui, en combinaison avec les plus grandes soupapes améliorent la consommation de carburant et la puissance de sortie.
L'alésage du cylindre a été augmenté de 7 mm, passant de 79,35 à 86,36 mm et menant la cylindrée de 3,4 litres à 4 litres. Le taux d'imposition a été augmenté de 23,42 à 27,75, mais la puissance de sortie est passée de 58 ch à 2 600 tr/min à 90 ch à 3 200 tr/min.
Le précédent vilebrequin à huit paliers a été remplacé par un vilebrequin à quatre roulements équipé d'un amortisseur de vibrations, décision qui suit la tendance en cours.
La nouvelle culasse en alliage d'aluminium amovible est montée sur des soupapes latérales inclinées et les pistons sont en alliage d'aluminium anodisé. La pression de lubrification est fournie par des taquets, la température du liquide de refroidissement est régulée par un thermostat et la bobine d'allumage est équipée de l'avance automatique.

#### Essai routier
Un nouveau et spacieux véhicule à sept places, qui a beaucoup à recommander, y compris le prix. Exceptionnellement bonnes fenêtres, longues et assez profondes, donnent une bonne vue et améliorent l'apparence de la voiture. Les coussins sont à confortables, les compartiments sont divisés par des panneaux de verre coulissants. Il y a des repose-pieds pliants, des stores à la fenêtre de division, dossiers en forme de fauteuil, un double accoudoir au centre. Les strapontins donnent un confort raisonnable, les portes arrière sont larges, l'arrière a deux valises de bonne taille avec la roue de secours en dessous et de sa plate-forme est conçue pour prendre 76 kg de supplément de bagages.
Le nouveau moteur a un raffinement supplémentaire dans l'exécution perceptible dans les autres nouvelles unités Austin et montre beaucoup d'amélioration sur l'ex-Twenty. Le bouton de klaxon et le levier de la signalisation sont sur le dessus du mince volant de direction à trois rayons. Le levier de frein est inversé et sous le tableau de bord. Accessible, il n'interfère pas avec l'entrée et dispose d'une plaque de déclenchement par le pouce. La plus grande vitesse encore confortable de vitesse est de 110 km/h.

### Endurance
En 2004, Martyn Nutland signalait qu'il y en avait seulement deux encore en existence et une partie d'une troisième voiture.